# Fronte Popolare di Liberazione del Tigrè
Il Fronte Popolare di Liberazione del Tigrè è un partito politico e organizzazione paramilitare etiope, membro della coalizione Fronte Unito delle Forze Etiopi Federaliste e Confederaliste. In concomitanza con il degenerare dei rapporti col governo centrale, che porteranno allo scoppio della guerra del Tigrè, il 18 gennaio 2021 il partito viene dichiarato illegale e i suoi 35 deputati presenti all'assemblea nazionale espulsi da essa.

## Storia

### Le origini

Regione dei Tigrè

Il 4 settembre 1974 un gruppo di sette studenti universitari del Tigrè fondò, ad Addis Abeba, un movimento politico clandestino chiamato Organizzazione Nazionale Tigrina (Tigrayan National Organization), che si proponeva di sensibilizzare la popolazione contro il regime feudale di Hailé Selassié. I loro nomi erano: Zeru Gessese (che assunse lo pseudonimo di Agazi), Fantahun Zeratsion (Giday), Mulugeta Hagos (Asfeha), Ambay Mesfine (Seyoum), Alemseged Mengesha (Hailu), Amha Tsehaye (Abay) e Aregawi Berhe (Berihu).
Quando il Derg assunse il controllo del paese, il TNO sostenne che la lotta armata era l'unico modo per porre fine al nuovo regime e ristabilire le libertà democratiche; così nel febbraio 1975, il TNO si trasformò nel TPLF, stabilendo la loro prima base militare a Dedebit, nel Tigrè.
In un primo momento, l'TPLF era solo uno dei diversi gruppi ribelli del Tigrè e anche uno dei più impreparati in quanto solo uno dei loro membri aveva alle spalle un addestramento militare. Se non fosse stato per la guida e l'intraprendenza di Gessesew Ayele (meglio conosciuto con lo pseudonimo di "Sehul", in onore del Ras che diede inizio allo Zemene Mesafint o "Era dei Principi"), un ex membro del Parlamento etiope rispettato dalla maggior parte del popolo tigrino (persino dal Ras locale), il nascente TPLF sarebbe stato smantellato sul nascere.
Sehul aveva infatti molti contatti tra i movimenti ribelli eritrei, che non esitarono a fornirgli sostegno logistico e materiale; il suo carisma e la sua reputazione inoltre gli permise di reclutare nuove leve (i membri del TPLF passarono da 8 a 43) e di tenere a bada le scorribande dei banditi.
Nel febbraio 1976, i membri del TPLF pubblicarono il loro manifesto ideologico che prevedeva la secessione del Tigrè dall'Etiopia e la formazione di una repubblica indipendente; tale linea era ben più radicale delle iniziali proposte di Sehul ma essa fu fortemente voluta dai nuovi membri come Meles Zenawi (futuro primo ministro etiope).

### La lotta contro il Derg
La prima azione militare del TPLF fu del tutto inaspettata. I soldati del Derg avevano infatti catturato, durante un sopralluogo in un villaggio, uno dei guerriglieri che venne immediatamente portato nel carcere di Shire, dove da lì, sarebbe stato poi trasferito ad Addis Abeba per essere condannato e giustiziato. Il TPLF effettuò quindi un coraggioso raid nel cuore della notte, per liberare il proprio compagno e tutti prigionieri della struttura (circa 60 detenuti), che aumentò moltissimo la loro popolarità nel Tigrè.
Appena un mese dopo, il TPLF entrava di nuovo in azione e assaltava la banca di Axum, rubando oltre 175.000 Birr (pari a 84.000 USD) e uccidendo 4 poliziotti.
Nei mesi successivi il Fronte continuò ad impegnare il nemico in battaglie isolate preparate ad arte in cui la vittoria era semplicemente garantita: il Derg impegnato a stabilire la propria autorità sul paese, reagì scatenando un grande campagna inconcludente per scovare i ribelli che non fece altro che acuire la rabbia della popolazione contro i militari. Ed era proprio conquistare la simpatia della popolazione la missione principale del TPLF; i suoi capi avevano capito infatti che senza l'appoggio dei villaggi e dei contadini, la loro guerra per il Tigrè era praticamente già persa. Per tutto il 1976-1977 il fronte si dedicò quindi a snidare i banditi, vera piaga del Tigrè, arrestandone molti, anche tra i più violenti e famigerati; i ribelli li conducevano dinanzi alle comunità rurali e li punivano per i crimini commessi: per i reati minori tuttavia veniva offerta la grazia in cambio della loro fedeltà alla causa del Fronte. I criminali sfuggiti alla cattura, per salvarsi, si unirono ai gruppi ribelli rivali, specialmente nell'EDU (Ethiopian Democratic Union) dell'ex-Ras di Macallè.
Nello stesso anno, il Fronte cominciò proprio a scontrarsi con i suoi rivali, smantellando prima il TLF, poi l'EDU e infine il EPRP. La guerra contro l'EDU fu la più violenta e sentita dagli uomini del TPLF, sia perché essi si erano macchiati della morte del loro leader, Sehul, sia perché per loro rappresentavano le forze del vecchio regime imperiale che tentavano di ritornare al potere; solo nel 1979 le forze dell'EDU furono totalmente sgominate.

### Dopo la presa del potere
Dopo la fine della guerra fredda, desiderando avvicinarsi agli stati occidentali, il FLPT si orientò maggiormente verso il liberalismo e il suo leader Meles Zenawi spiegò pubblicamente a Washington nel 1990 che stava facendo della "democrazia rivoluzionaria" la nuova base ideologica del partito. Tuttavia, la vera ideologia del FLPT rimane l'etno-nazionalismo, e lo è stata fin dalla sua creazione. Una nuova costituzione è stata adottata nel 1995, inaugurando un sistema di governo basato sulla nozione di federalismo etnico. Ogni gruppo etno-regionale riceve un territorio e un parlamento, e la sua lingua diventa ufficiale. Il diritto alla secessione è addirittura riconosciuto.
Alle elezioni legislative del 15 maggio 2005 si configurò come principale partito del EPRDF, e nelle elezioni regionali dell'agosto successivo, conquistò il 100% dei seggi in palio.
Nel novembre 2019, il primo ministro Abiy Ahmed e il presidente del Fronte Democratico Rivoluzionario Popolare Etiope hanno unificato i partiti costituenti della coalizione di governo, che guida l'Etiopia dopo l'abbattimento della dittatura di Menghistu, in un nuovo Partito della Prosperità. Il TPLF ha considerato questa fusione illegale e non ha partecipato alla fusione.
Dall'inizio di gennaio 2020 il TPLF è stato coinvolto in attività che sono state condannate dal governo centrale. Nel settembre 2020, il TPLF ha chiesto al National Election Board etiopico di preparare le elezioni regionali nel Tigré, dopo che il primo ministro Abiy Ahmed aveva annullato le elezioni a causa del COVID-19. Dopo la reiezione della richiesta era stata respinta, il TPLF ha coinvolto i partiti di opposizione nel Tigré per creare un proprio consiglio elettorale che organizzasse comunque le elezioni regionali, aperte agli osservatori internazionali; 2,7 milioni di persone hanno partecipato alle elezioni. Il primo ministro Ahmed ha dichiarato pubblicamente che il governo federale non avrebbe riconosciuto i risultati delle elezioni e ha vietato ai giornalisti stranieri di recarsi nel Tigré per documentare le elezioni.

### Guerra del Tigrè: 2020-2021
Nel novembre 2020, nella Regione del Tigrè è scoppiato un conflitto civile a causa di un tradimento che il TPLF avrebbe commesso contro la Forza di difesa nazionale etiope. Il conflitto ha causato un numero imprecisato di morti e un numero imprecisato di rifugiati sfollati. Il Primo Ministro ha dichiarato vittoria sul TPLF, ma quest’ultimo continua ad accusare l'FDNE e le forze eritree di crimini di guerra. Queste affermazioni sono supportate da video diffusi principalmente dalla Tigrai Media House con sede negli Stati Uniti. Ad aprile 2021, è difficile verificare in modo indipendente queste affermazioni a causa del blackout dei media imposto dal governo federale sotto Abiy. Altre fonti implicano che la Forza di difesa nazionale etiope (FDNE) abbia effettivamente il controllo di solo il 70% circa dell'intera regione del Tigrè. Alcuni dei leader del TPLF sono morti, altri si nascondono o combattono, e alcuni sono in prigione, mentre molti membri del TPLF si sono uniti alle forze di difesa del Tigrè. A causa di ciò, il Parlamento etiope ha subito passato una legge che considera il TPLF come un'organizzazione terroristica e sopprime completamente la rappresentanza del partito a livello federale, rimuovendone i membri e chiudendone provvisoriamente i seggi. Il 23 marzo 2021, il primo ministro Abiy Ahmed ha riconosciuto per la prima volta che le forze militari eritree sono state nella regione dei Tigrè dopo forti pressioni internazionali.

## Organizzazione
Nel febbraio del 1975, in un'assemblea plenaria di tutti i membri del TPLF, Sehul venne eletto presidente del movimento, assistito nel suo incarico da tre Comandanti militari e tre Commissari, uno per ciascuna squadra operativa..
Già nel 1976, con l'aumento del numero dei combattenti, il movimento dovette riorganizzarsi e venne tenuto per questo motivo un Congresso: esso stabilì la formazione di un organo esecutivo formato dai 7 guerriglieri più votati dall'assemblea, che avrebbero guidato l'organizzazione per i prossimi tre anni. Subordinati all'organo esecutivo c'erano tre comitati (politico, militare e socioeconomico) presieduti ciascuno da uno dei dirigenti esecutivi. Ogni comitato si occupava di determinate questioni: cultura, pubbliche relazioni (interne e ed estere) e propaganda caddero sotto il controllo del comitato politico; l'addestramento degli uomini e la pianificazione tattica delle compagnie, finirono sotto le competenze del Comitato militare; infine la sanità e l'approvvigionamento logistico, furono posti sotto il comitato socioeconomico.. Oltre l'organigramma del movimento, il Congresso produsse il manifesto del TPLF, in cui venne espressa l'ideologia del movimento.
Nel congresso del 1979 il Fronte venne nuovamente riorganizzato per gestire l'aumento del numero dei suoi membri, e gli vennero conferite le caratteristiche tipiche di un partito comunista. Il Congresso eleggeva i deputati del Politburo che nominava i membri del Comitato Centrale, l'organo esecutivo che gestiva i 3 grandi comitati, le cui competenze vennero riorganizzate in 17 appositi dipartimenti (6 a quello politico, 6 a quello militare e 5 a quello socioeconomico).

## Risultati elettorali
| Elezioni          | Voti                | Seggi     |
| ----------------- | ------------------- | --------- |
| Parlamentari 1994 | [ 10 ]              | 37 / 544  |
| Parlamentari 1995 | [ 10 ]              | 38 / 546  |
| Parlamentari 2000 | [ 10 ]              | 40 / 547  |
| Parlamentari 2005 | [ 10 ]              | 327 / 546 |
| Parlamentari 2010 | [ 10 ]              | 499 / 547 |
| Parlamentari 2015 | 2 374 574           | 152 / 546 |
| Parlamentari 2021 | dichiarato illegale | 0 / 422   |